# Angels & Insects
Angels & Insects (bra: Anjos e Insetos) é um filme de drama romântico americano-britânico de 1995 dirigido por Philip Haas e estrelado por Mark Rylance, Patsy Kensit e Kristin Scott Thomas. Foi escrito por Philip e Belinda Haas com A. S. Byatt após seu romance de 1992 Morpho Eugenia (incluído em seu livro Angels and Insects). O filme recebeu uma indicação ao Oscar de melhor figurino.

## Enredo
William Adamson (Mark Rylance), um naturalista, retorna à Inglaterra vitoriana, ficando com seu benfeitor, Sir Harold Alabaster (Jeremy Kemp). Ele perdeu seus pertences em um naufrágio, voltando de uma longa expedição à Amazônia. Agora dependente de seu patrono, William é contratado para catalogar a coleção de espécimes de Sir Harold e ensinar seus filhos mais novos as ciências naturais, auxiliando sua governanta, a despretensiosa Matty Crompton (Kristin Scott Thomas).
William se apaixona pela filha mais velha de Sir Harold, Eugenia (Patsy Kensit). Eugenia fala suavemente, ansiosa e lamentando a recente morte de seu noivo. Apesar de seu empobrecimento, Eugenia mostra-se receptiva e aceita sua proposta de casamento. Embora Sir Harold conceda sua aprovação, o irmão esnobe e mimado de Eugenia, Edgar (Douglas Henshall), não gosta das origens humildes de William.
Logo após o casamento, Eugenia engravida. O comportamento de Eugenia alterna entre frieza, trancar William fora de seu quarto e intensa paixão sexual. O casal tem mais quatro filhos. Ela chama o único filho de 'Edgar', na tradição da família, irritando William. Ele passa grande parte de seu tempo com as crianças Alabaster e Matty, observando uma colônia de formigas na floresta, com o objetivo de escrever um livro. Retornando pelos estábulos de uma excursão, William descobre seu cunhado Edgar estuprando uma empregado adolescente. Edgar diz a William que ela consentiu, mas ela está claramente apavorada. William cria um vínculo com Matty, que incentiva suas atividades científicas e exibe uma grande inteligência. O livro foi publicado com sucesso.
Um dia, William é convocado da caça para a casa por um servo que afirma que Eugenia o quer. Entrando no quarto, ele encontra Eugenia e Edgar praticando sexo incestuoso. Eugenia confessa que isso ocorre desde a infância e que seu noivo tirou a própria vida em consequência. Ela diz que quando começou era muito jovem para entender, mas, depois que se viu pelos olhos do noivo, se sentiu culpada. Em lágrimas, Eugenia explica que tentou parar, mas que a vontade de Edgar era muito forte. William percebe que foi usado para esconder o incesto e que os filhos (que não se parecem com ele) são de Edgar.
Matty revela seu conhecimento do caso para William durante um jogo semelhante ao Scrabble. Mais tarde, ela explica que os servos também sabiam e providenciaram para que ele descobrisse. Expressando frustração com sua vida e dependência dos Alabasters, Matty revela que publicou seu próprio livro sobre os insetos e comprou passagens para um navio para a Amazônia. William está relutante; apesar de sua atração, ele sente que a floresta tropical é inadequada para uma mulher. Depois que ela lhe garante sua força e amor por ele, William concorda.
Antes de partir, William encontra Eugenia e diz a ela que pretende nunca mais voltar. Ele também promete manter o segredo dela, por medo de ferir seu pai doente, e espera que ela encontre uma maneira de viver com sua culpa. O filme termina com William e Matty partindo em um ônibus para Liverpool, ansiosos para começar sua nova aventura e deixar o passado para trás.

## Elenco
- Mark Rylance como William Adamson
- Kristin Scott Thomas como Matty Crompton
- Patsy Kensit como Eugenia Alabaster Adamson
- Jeremy Kemp como Sir Harald Alabaster
- Douglas Henshall como Edgar Alabaster
- Annette Badland como Lady Alabaster
- Chris Larkin como Robin
- Anna Massey como Miss Mead
- Saskia Wickham como Rowena Alabaster
- Lindsay Thomas como empregada de Lady Alabaster
- Michelle Sylvester como Margaret Alabaster
- Clare Lovell como Elaine Alabaster
- Jenny Lovell como Edith Alabaster
- Oona Haas como Alice Alabaster
- Angus Hodder como Guy Alabaster
- John Veasey como Arthur

## Produção
O filme foi feito em locações no Arbury Hall em Nuneaton, Warwickshire, a casa do 3º Visconde Daventry. Os trajes usados por Kensit e as outras atrizes foram projetados em cores brilhantes e padrões ousados para evocar a aparência de insetos, o que daria ao filme uma indicação ao Oscar de Melhor Figurino. Na cena do pedido de casamento, o vestido de Patsy Kensit foi tratado com hormônios sexuais femininos para atrair as mariposas para ela. 6.000 formigas foram trazidas inicialmente para as cenas da colônia da floresta, mas elas saíram antes das filmagens. Outros 6.000 foram trazidos como substituição, apenas para o retorno dos 6.000 originais.

## Lançamento e recepção
O filme foi inscrito em competição no Festival de Cinema de Cannes em maio de 1995 e exibido no Festival de Cinema de Londres em 5 de novembro. Ele recebeu um lançamento limitado nos Estados Unidos em 26 de janeiro de 1996. A recepção da crítica de cinema foi muito forte, com as performances e valores de produção sendo particularmente elogiados. Janet Maslin afirmou que o filme teve "... intensidade formidável e beleza assombrosa" e Roger Ebert concedeu-lhe 3,5 estrelas. Edward Guthmann do San Francisco Chronicle pensou que Haas dirigiu o filme "...com elegância e controle, e tempera os elementos mais sexy e melodramáticos de seu conto com uma ironia sutil e levemente zombeteira".
A Time Out concluiu que Angels & Insects "...não é um drama de época comum...os trajes, o design, a música e o trabalho de câmera fogem do naturalismo, destacando tanto a modernidade da abordagem quanto as noções de humanos como criaturas a serem observadas desapaixonadamente. Apesar de algum ritmo desigual e variabilidade no desempenho, este é um trabalho de clareza, ambição e inteligência."
Nos Estados Unidos, o filme foi lançado em VHS em 21 de fevereiro de 2000, em DVD em 19 de março de 2002. No Reino Unido, o filme foi lançado em 3 de fevereiro de 2003 em DVD e VHS.

## Premiações
- Indicado - Oscar 1997 (1997) de Melhor Figurino (Paul Brown)
- Indicado - Festival de Cannes (1995) para a Palma de Ouro de Melhor Diretor (Philip Haas)[16]
- Venceu - Evening Standard British Film Award (1996) para Melhor Atriz (Kristin Scott Thomas)
- Venceu - National Board of Review (1996) Reconhecimento Especial por Excelência em Cinema